# Bolbec
Bolbec är en kommun i departementet Seine-Maritime i regionen Normandie i norra Frankrike. Kommunen ligger i kantonen Bolbec som tillhör arrondissementet Le Havre. År 2022 hade Bolbec 11 618 invånare.

## Befolkningsutveckling
Antalet invånare i kommunen Bolbec
| Referens: INSEE |